# 100-летие основания города Мурманска (монета)
Юбилейная монета «100-летие основания города Мурманска» — серебряная памятная монета Центрального банка Российской Федерации номиналом в 3 рубля, посвящённая 100-летней годовщине основания столицы Заполярья (4 октября 1916). Была выпущена 1 сентября 2016 года и стала второй монетой посвящённой городу (первая 2 рубля из серии «Города-Герои»).
Тираж монеты составляет 3 тысячи штук. Монета изготовлена качеством пруф на Санкт-Петербургском монетном дворе.
Диаметр монеты 39,00 (±0,30) миллиметров, толщина 3,30 (±0,35) миллиметра. Общий вес монеты 33,94 (±0,31) грамма. Драгоценного металла 925/1000-й пробы в монете 31,1 грамма (≈ 1 тройская унция). 
На её лицевой стороне (аверсе) расположено рельефное изображение герба России, надписи «Российская Федерация», «Банк России», номинал, дата, обозначение металла по таблице Менделеева и знак Санкт-Петербургского монетного двора. На оборотной стороне (реверсе) на переднем плане изображение мемориала «Защитникам Советского заполярья в годы Великой Отечественной войны» на фоне Кольского залива, морского порта и панорамы города, включающей мемориал «Морякам, погибшим в мирное время» и железнодорожный вокзал; ниже надпись: «Мурманск основан в 1916 году». Гурт монеты рифлёный (300 рифлений).
Авторами аверса монеты являются художник Е. В. Крамская и скульптор А. А. Долгополова, а реверса художник С. В. Сутягин и скульптор Е. И. Новикова.